# Grotta di San Bernardino
La Grotta di San Bernardino è un sito archeologico che si trova nel territorio di Mossano in provincia di Vicenza, dove le evidenze dimostrano come la grotta fosse stata utilizzata dai Neanderthal a partire da 100 000 anni fa.
In particolare il sito veniva utilizzato come luogo di macellazione delle prede cacciate dai neandertaliani.